# Talghar
Talghar är en ort i Kazakstan.   Den ligger i oblystet Almaty, i den sydöstra delen av landet, 1 000 km söder om huvudstaden Astana. Talghar ligger 974 meter över havet och antalet invånare är 42 194.
Terrängen runt Talghar är varierad. Runt Talghar är det glesbefolkat, med 17 invånare per kvadratkilometer. Talghar är det största samhället i trakten. Trakten runt Talghar består i huvudsak av gräsmarker.